# 24 novembre
Pour les articles homonymes, voir Vingt-Quatre-Novembre.
24 octobre 24 décembre
Chronologies thématiques
- Croisades
- Ferroviaires
- Sports
- Disney
- Anarchisme
- Catholicisme

Abréviations / Voir aussi
- (° 1852) = né en 1852
- († 1885) = mort en 1885
- a.s. = calendrier julien
- n.s. = calendrier grégorien
- Calendrier
- Calendrier perpétuel
- Liste de calendriers
- Naissances du jour

Le 24 novembre est le 328e jour de l'année du calendrier grégorien, 329e lorsqu'elle est bissextile (il en reste ensuite 37).
C'était généralement l'équivalent du 4 frimaire du calendrier républicain  ou révolutionnaire français, officiellement dénommé jour de la nèfle.

## Événements

### IXesiècle
- 885 : siège de Paris par les Vikings.

### XIIesiècle
- 1190 : Conrad de Montferrat épouse Isabelle Ire de Jérusalem.

### XVesiècle
- 1429 : début du siège de La Charité-sur-Loire par Jeanne d'Arc.

### XVIesiècle
- 1542 : bataille de Solway Moss.
- 1587 : bataille d'Auneau.

### XVIIesiècle
- 1642 : découverte de la Tasmanie.
- 1643 : bataille de Tuttlingen.
- 1693 : les arsenaux de Brest lancent le Foudroyant, rebaptisé peu après Soleil Royal, deuxième du nom.

### XIXesiècle

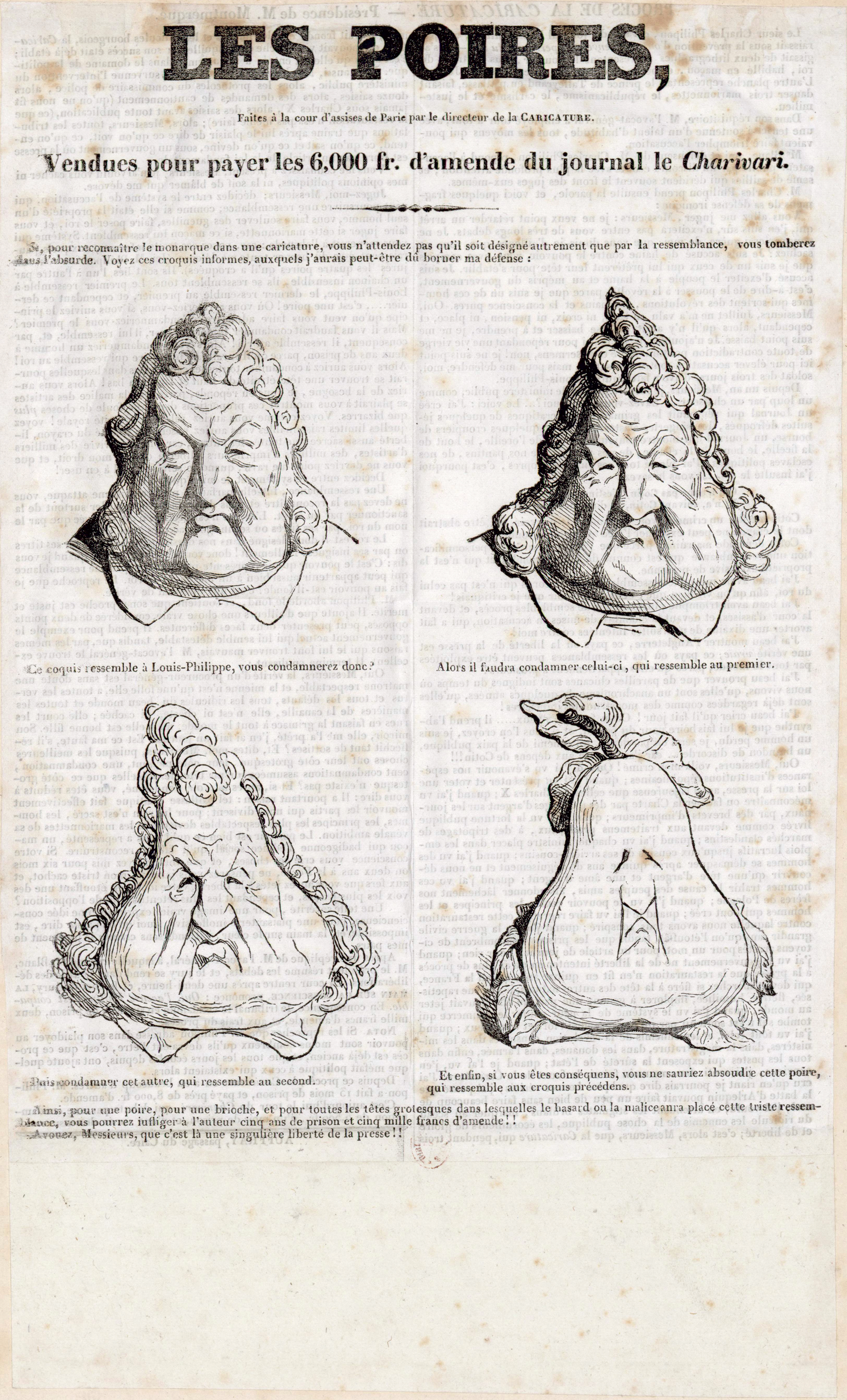
Les Poires de Honoré Daumier caricaturant le nouveau roi des Français Louis-Philippe Ier en 1831.

- 1831 : les Poires, dessin (ci-contre) de Daumier paraissant dans La Caricature, deviennent le symbole de la lutte des républicains contre le régime de la monarchie de Juillet du roi des Français Louis-Philippe.
- 1863 : victoire de l'Union, à la bataille de Lookout Mountain, pendant la guerre de Sécession.
- 1883 : à Paris, Eugène Poubelle, préfet de la Seine, signe un arrêté préfectoral relatif à l'enlèvement des ordures ménagères.

### XXesiècle
- 1922 : en Italie, Benito Mussolini reçoit les pleins pouvoirs.
- 1953 : résolution no 101, sur la Palestine, par le Conseil de sécurité des Nations unies.
- 1963 : Lee Harvey Oswald, le principal suspect de l'assassinat du président américain John Fitzgerald Kennedy, est abattu par Jack Ruby dans le sous-sol du commissariat de Dallas.
- 1964 : opération Dragon rouge, par les para-commandos belges, pendant la rébellion Simba.
- 1965 : coup d'État réussi de Mobutu Sese Seko, en République démocratique du Congo.
- 1989 : 
  - démission de Milouš Jakeš, secrétaire général du parti communiste tchécoslovaque, à la suite des protestations tchécoslovaques de 1989.
  - Élection d'Elias Hraoui à la présidence libanaise.

### XXIesiècle
- 2014 : début des massacres de Damasak, pendant l'insurrection de Boko Haram.
- 2015 : 
  - l'armée turque abat un Soukhoï Su-24 russe, pendant la crise russo-turque de 2015.
  - Attentat à Tunis.
- 2016 : demande de suspension de la procédure d'adhésion de la Turquie à l'Union européenne, par le Parlement européen à la Commission européenne.
- 2017 : au Zimbabwe, trois jours après la démission de Robert Mugabe, Emmerson Mnangagwa prête serment en tant que président.
- 2018 :
  - au Bahreïn, premier tour des élections législatives.
  - À Taïwan, référendum sur la légalisation du mariage homosexuel et la relance du secteur nucléaire civil.
- 2019 :
  - en Guinée-Bissau, le 1er tour de l'élection présidentielle a lieu, afin d'élire le chef de l'État pour un mandat de cinq ans[1]. Le président sortant est éliminé et les anciens Premiers ministres Domingos Simões Pereira et Umaro Sissoco Embaló sont qualifiés pour le second tour[2].
  - En Roumanie, le second tour de l'élection présidentielle se tient, afin d'élire le chef de l'État pour un mandat de cinq ans[3]. Le président Klaus Iohannis est réélu[4].
  - En Uruguay, un second tour est programmé, afin d'élire le président de l'État, pour un mandat de cinq ans non renouvelable de manière consécutive[5].
- 2021 : en Suède, la première femme à devenir Première ministre, Magdalena Andersson démissionne quelques heures après avoir été élue par le Riksdag[6].
- 2022 : en Malaisie, à la suite des élections législatives, le roi Abdullah Shah nomme Anwar Ibrahim Premier ministre du pays[7].
- 2023 : la Somalie devient le huitième membre de la Communauté d'Afrique de l'Est[8]. Et le président sud-soudanais Salva Kiir en prend la tête[9].

- 2024 :
  - en Roumanie, Călin Georgescu et Elena Lasconi se qualifient pour le second tour de l’élection présidentielle[10].
  - en Uruguay, Yamandú Orsi (photo) est élu président et son alliance remporte une majorité relative à la Chambre des représentants et absolue au Sénat[11].

## Art, culture et religion
- 380 : publication de l'édit de Thessalonique.
- 1877 : Anna Sewell publie Black Beauty.

## Sciences et techniques
- 1859 : publication de De l'origine des espèces, par Charles Darwin. Cet ouvrage est considéré aujourd'hui comme fondateur de la théorie de l'évolution moderne.
- 1974 : découverte de Lucy, le fossile de l'espèce éteinte Australopithecus afarensis, sur le site d'Hadar en Éthiopie, par une équipe de recherche internationale dont le Franco-Breton Yves Coppens , ayant travaillé avec l'air musical ambiant du tube des Beatles "Lucy in the sky with diamonds"[12].
- 2021 : la mission DART est lancée pour tenter pour la première fois une méthode permettant de dévier un astéroïde susceptible de s'écraser sur la Terre (astéroïde géocroiseur), elle devrait se terminer en septembre ou octobre 2022[13].

## Économie et société
- 1248 : écroulement du Mont Granier, à l'origine d'un millier de victimes.
- 1971 : D. B. Cooper parvient à détourner un avion, et disparaît avec 200 000 $.
- 2017 : en Égypte, dans le Sinaï, un attentat contre une mosquée soufie fait plus de 300 morts.
- 2019 : en République démocratique du Congo, l'écrasement d'un petit avion au décollage, avec 17 personnes à bord, sur un quartier de Goma, cause au moins 29 morts[14].

## Naissances

### XIVesiècle
- 1394 : Charles Ier d'Orléans, prince et poète français († 5 janvier 1465).

### XVIIesiècle
- 1632 : Baruch Spinoza, philosophe néerlandais († 21 février 1677).
- 1642 : Anne Hilarion de Costentin de Tourville, vice-amiral français, maréchal de France († 23 mai 1701).

### XVIIIesiècle
- 1712 : Charles-Michel de L'Épée, prêtre français (+ 23 décembre 1789).
- 1713 : Laurence Sterne, écrivain britannique († 18 mars 1768).
- 1766 : Friedrich Weinbrenner, architecte allemand († 1er mars 1826).
- 1783 : Victor Henri-Joseph Brahain Ducange, romancier et dramaturge français († 15 octobre 1833).
- 1784 : Zachary Taylor, militaire et homme politique américain, président des États-Unis de 1849 à 1850 († 9 juillet 1850).

### XIXesiècle
- 1806 : William Webb Ellis, homme d'Église britannique († 24 janvier 1872).
- 1808 : Alphonse Karr, romancier et journaliste français († 30 septembre 1890).
- 1816 : William Crawford Williamson, naturaliste britannique († 23 juin 1895).
- 1826 : Carlo Collodi (Carlo Lorenzini dit), écrivain italien († 26 octobre 1890).
- 1832 : Henry Woodward, géologue et paléontologue britannique († 6 septembre 1921).
- 1833 : Antoine Labelle, homme d'Église canadien († 4 janvier 1891).
- 1838 : 
  - Prosper-Olivier Lissagaray, homme politique français († 25 janvier 1901).
  - Jacques-François Abbadie, magistrat et écrivain français († 27 février 1912).
- 1849 : Frances Hodgson Burnett, écrivaine britannique († 24 octobre 1924).
- 1854 : Edward Meyrick, entomologiste britannique († 31 mars 1938).
- 1864 : 
  - Henri de Toulouse-Lautrec, peintre et lithographe français († 9 septembre 1901).
  - Georges Canape, relieur doreur français († 18 septembre 1940).
- 1868 : Scott Joplin, pianiste et compositeur américain († 1er avril 1917).
- 1873 : Michel Clemenceau, homme politique français. Fils de Georges Clemenceau († 4 mars 1964).
- 1875 : Albert Libertad (Joseph Albert dit), militant anarchiste français († 12 novembre 1908).
- 1876 : Walter Burley Griffin, architecte et paysagiste américain († 11 février 1937).
- 1887 : Raoul Paoli, athlète, rugbyman et comédien français († 23 mars 1960).
- 1888 :
  - Dale Carnegie, écrivain et conférencier américain († 1er novembre 1955).
  - Jean Nussbaum, médecin franco-suisse († 29 novembre 1967).
- 1890 : Helen Gaige, zoologiste américaine († 24 octobre 1976).
- 1897 : Charles « Lucky » Luciano, mafieux italo-américain († 26 janvier 1962).

### XXesiècle
- 1902 : Ju Yo-seop, écrivain sud-coréen († 14 novembre 1972).
- 1906 : 
  - António Gedeão (Rómulo de Carvalho dit ?), poète portugais († 19 février 1997).
  - René de Naurois, prêtre et résistant français († 12 janvier 2006).
- 1906 : Margarita Manso, peintre espagnole, fondatrice du mouvement féministe des Las Sinsombrero († 28 mars 1960).
- 1910 : Jean Amila, écrivain français († 6 mars 1995).
- 1911 : Kirby Grant, acteur américain († 30 octobre 1985).
- 1912 : Theodore Shaw « Teddy » Wilson, pianiste de jazz américain († 31 juillet 1986).
- 1913 :
  - Howard Duff, acteur américain († 8 juillet 1990).
  - Geraldine Fitzgerald, actrice américaine d’origine irlandaise († 17 juillet 2005).
- 1914 : Agostino Casaroli, prélat italien († 9 juin 1998).
- 1917 : John Justin (John Justinian de Ledesma dit), acteur britannique († 29 novembre 2002).
- 1920 : Jean Maridor, aviateur français libre de la Seconde Guerre mondiale, mort en héros au combat au-dessus de la Manche († 3 août 1944).
- 1923 : 
  - Octavio Lepage Barreto, homme politique vénézuélien, président de la République par intérim du Venezuela en 1993 († 6 janvier 2017).
  - Jacques Yerna, syndicaliste belge († 11 août 2003).
- 1927 : Ahmadou Kourouma, écrivain ivoirien († 11 décembre 2003).
- 1931 : Tommy Allsup, musicien américain du groupe The Crickets († 11 janvier 2017).
- 1932 : Henri Debs, chanteur français († 19 août 2013).
- 1934 :
  - Sophie Daumier (Élisabeth Simone Juliette Clémence Hugon dite), humoriste et actrice française († 1er janvier 2004).
  - Alfred Schnittke (Альфред Гарриевич Шнитке), compositeur soviétique († 3 août 1998).
- 1935 : Gérard Bouguyon, joueur de rugby à XV français († 6 janvier 2016).
- 1938 : 
  - Willy Claes, homme politique belge.
  - Oscar Robertson, basketteur américain.
  - Rostislav Rostislavovitch de Russie, prince de Russie issu de la Maison de Holstein-Gottorp-Romanov († 7 janvier 1999).
- 1939 : Yoshinobu Miyake, haltérophile japonais double champion olympique.
- 1940 : Eugène Riguidel, navigateur français.
- 1941 :
  - Pete Best, musicien anglais, premier batteur des Beatles.
  - Donald Duck Dunn, bassiste américain du groupe Booker T. and the M.G.'s († 13 mai 2012).
  - Bernard Murat, homme de théâtre et de cinéma français.
- 1942 : Jean Ping, homme politique gabonais.
- 1943 : Joël Robert, pilote de motocross belge († 13 janvier 2021).
- 1946 : 
  - Guy Bélanger, ténor canadien.
  - Ted Bundy, tueur en série américain († 24 janvier 1989).
- 1947 : 
  - Jacques Crevoisier, entrâîneur de football français († 16 mai 2020).
  - Dwight Schultz, acteur américain.
- 1948 : Stephen Wayne « Steve » Yeager, joueur de baseball américain.
- 1949 :
  - Pierre Buyoya, ex-président du Burundi par deux fois († 17 décembre 2020).
  - Louise Laparé, actrice québécoise.
  - Linda Tripp, personnage central dans l'affaire Lewinsky († 8 avril 2020).
  - Bruno Weil, chef d'orchestre allemand.
- 1951 : Ladislav Lábus, architecte tchèque.
- 1952 : Thierry Lhermitte, acteur français.
- 1954 :
  - Ross Brawn, ingénieur et dirigeant sportif britannique.
  - Emir Kusturica (Емир Кустурица), cinéaste, acteur, et musicien serbe.
- 1955 : Clement « Clem » Burke, musicien américain du groupe Blondie.
- 1958 : 
  - Carmel, chanteuse britannique.
  - Alain Chabat, humoriste, acteur et cinéaste français.
- 1961 : 
  - Alexis Desseaux, acteur et metteur en scène français.
  - Arundhati Roy, écrivaine indienne.
- 1964 : 
  - Conleth Hill, acteur britannique.
  - Garret Dillahunt, acteur américain.
- 1965 :
  - Thomas « Tom » Boyd, footballeur écossais.
  - Shirley Henderson, actrice écossaise.
  - Isabelle Renauld, actrice franco-malouine.
- 1966 : Russell Watson, chanteur et ténor anglais.
- 1967 : 
  - Jean-Michel Javaux, homme politique belge.
  - Kerstin Köppen, rameuse d'aviron allemande double championne olympique.
- 1968 : Yukihiro (淡路 幸宏), batteur japonais.
- 1969 : Benoist Apparu, homme politique français.
- 1970 : 
  - Pénélope McQuade, animatrice québécoise de radio et de télé.
  - Marlon James, écrivain jamaïquain.
- 1971 : Keith Primeau, hockeyeur professionnel canadien.
- 1972 : Samira Bellil, éducatrice française († 4 septembre 2004).
- 1973 : Sébastien Perez, footballeur français.
- 1976 :
  - Christian Laflamme, hockeyeur professionnel québécois.
  - Johan Radet, footballeur français.
- 1977 : Colin Hanks, comédien américain.
- 1978 : 
  - Barbara Beretta, actrice française de doublage et fille de Daniel Beretta.
  - Katherine Heigl, actrice américaine.
  - Sofia Talvik, musicienne et auteur-compositeur suédoise.
- 1980 : Elizabeth Kocanski, catcheuse américaine.
- 1983 : Karine Vanasse, actrice canadienne.
- 1984 : Maria Riesch, skieuse alpine allemande.
- 1987 : Alejandro Talavante, matador espagnol.
- 1988 : Ayem Nour, animatrice de télévision française.
- 1990 : 
  - Sarah Hyland, actrice américaine.
  - Tom Odell, auteur, compositeur et interprète britannique.

## Décès

### XIVesiècle
- 1335 : Henri VI le Bon, duc de Wrocław (° 18 mars 1294).

### XVIesiècle
- 1572 : John Knox, homme d'Église écossais (° vers 1513).
- 1583 : René de Birague, prélat et homme d'État français (° 2 février 1506).

### XVIIIesiècle
- 1741 : Ulrique-Éléonore de Suède, reine de Suède (° 23 janvier 1688).
- 1770 : Charles-Jean-François Hénault, écrivain et historien français (° 8 février 1685).

### XIXesiècle
- 1807 : Joseph Brant, chef amérindien et militaire américain (° vers 1742).
- 1848 : Lord Melbourne, homme d'état anglais, et premier Premier Ministre de la reine Victoria (° 15 mars 1779).
- 1858 : Henri Boulay de La Meurthe, homme d'état français, vice-président de la IIe République de 1849 à 1852 (° 15 juillet 1797).
- 1864 : Eugénie Delaporte, artiste peintre française (° vers 1775).
- 1870 : le comte de Lautréamont (Isidore Lucien Ducasse dit), écrivain français (° 4 avril 1846).
- 1886 : 
  - Victor Deroche, peintre français (° 10 décembre 1823).
  - Jean Laurent, photographe français (° 23 juillet 1816).
  - Francis Spencer, homme politique britannique (° 6 octobre 1802).

### XXesiècle
- 1916 : Hiram Maxim, inventeur britannique d’origine américaine (° 5 février 1840).
- 1919 : Henry Deutsch de la Meurthe, industriel et mécène français (° 25 septembre 1846).
- 1929 : Georges Clemenceau (dit le Tigre), journaliste et homme politique français, président du Conseil (° 28 septembre 1841).
- 1944 : Yves Nonen, Compagnon de la Libération (° 5 août 1916).
- 1947 : Léon-Paul Fargue, poète et écrivain français (° 4 mars 1876).
- 1948 : Raoul Koczalski, musicien polonais (° 3 janvier 1884).
- 1952 : Camille de Morlhon, scénariste et cinéaste français (° 19 février 1869).
- 1954 : Israel Amter, journaliste et politicien américain (° 26 mars 1881).
- 1957 : Diego Rivera, peintre mexicain (° 8 novembre 1886).
- 1960 : Olga Alexandrovna de Russie (О́льга Алекса́ндровна Рома́нова), sœur du tsar Nicolas II (° 24 juin 1882).
- 1963 : Lee Harvey Oswald, assassin présumé de John F. Kennedy (° 18 octobre 1939).
- 1965 : Abdullah III du Koweït (عبد الله الثالث السالم الصباح), émir du Koweït de 1961 à 1965 (° 1er janvier 1895).
- 1973 : Jean de Menasce, dominicain français d'origine égyptienne (° 24 décembre 1902).
- 1980 : 
  - Jeanne Matthey, joueuse française de tennis (° 25 janvier 1886).
  - George Raft (George Ranft dit), acteur américain (° 26 septembre 1901).
- 1985 :
  - René Barjavel, écrivain français (° 24 janvier 1911).
  - Big Joe Turner (Joseph Vernon Turner dit), chanteur américain de blues et de jazz (° 18 mai 1911).
- 1987 : Jehanne Benoît, gastronome, cuisinière, écrivaine et animatrice québécoise (° 21 mars 1904).
- 1989 :
  - Abdullah Azzam (عبد الله يوسف مصطفى عزام), terroriste fondateur d'Al-Qaïda (° 1941).
  - E. Ruth Anderson, musicienne, rédactrice et observatrice météorologique (° 23 juin 1907).
- 1990 :
  - Frederick Alexander « Fred » Shero, joueur et entraîneur canadien de hockey sur glace (° 23 octobre 1925).
  - Dorothy Gladys « Dodie » Smith, romancière, dramaturge et scénariste britannique (° 3 mai 1896).
- 1991 :
  - Eric Carr (Paul Charles Caravello dit), musicien américain, batteur du groupe Kiss (° 12 juillet 1950).
  - Freddie Mercury (Farrokh Bulsara dit), musicien britannique, d'origine « perso-indo-tanzanienne », chanteur du groupe Queen (° 5 septembre 1946).
- 1992 : Henriette Puig-Roget, compositrice française (° 9 janvier 1910).
- 1993 : Yvonne Jean-Haffen, artiste peintre, dessinatrice, graveuse et céramiste française (° 27 octobre 1895).
- 1994 : Paul Brunelle, auteur-compositeur et interprète de musique country québécois (° 10 juin 1923).
- 1995 : Dominic Ignatius Ekandem, prélat nigérian, archevêque d’Abuja de 1981 à 1992 (° 1917).
- 1996 :
  - Charles Cathala, homme politique français (° 6 novembre 1914).
  - Philippe Clave, général d'armée français (° 28 janvier 1916).
  - Élise Grappe, femme politique française (° 26 décembre 1911).
  - Sorley MacLean, poète écossais (° 26 octobre 1911).
- 1997 : 
  - Barbara (Monique Andrée Serf dite), chanteuse française (° 9 juin 1930).
  - John Sopinka, avocat et juge canadien (° 19 mars 1933).
- 1998 :
  - John Chadwick, anthropologue, linguiste, archéologue, philologue classique et professeur d'université britannique (° 21 mai 1920).
  - Jean Dromer, haut fonctionnaire français (° ? 1929).
  - Nicholas Kurti, physicien britannique (° 14 mai 1908).
- 1999 :
  - Tara Römer, acteur français (° 7 juin 1974).
  - André Payan, cycliste sur route français (° 17 octobre 1928).

### XXIesiècle
- 2001 : Eddy Meeùs, homme d'affaires belge (° 15 décembre 1925).
- 2002 : John Rawls, philosophe américain (° 21 février 1921).
- 2003 : 
  - Martine Chardon, journaliste, animatrice et speakerine de la télévision française (° 13 novembre 1947).
  - Warren Spahn, joueur de baseball américain (° 23 avril 1921).
  - Flocon de Neige, gorille blanc du zoo de Barcelone (° 1964).
- 2004 :
  - Larry Brown, écrivain américain (° 19 juillet 1951).
  - Arthur Hailey, écrivain canadien (° 5 avril 1920).
  - Janet Kear, ornithologue britannique (° 13 janvier 1933).
- 2005 :
  - Christian Génicot, journaliste français (° 1939).
  - Jean-Claude Hertzog, prélat français (° 13 septembre 1935).
  - Béchir Manoubi, journaliste sportif tunisien  (° 1930).
  - Pat Morita, acteur américain d'origine japonaise (° 28 juin 1932).
  - Barbara Szlachetka, athlète polonaise.
- 2006 : Gilbert Benausse, joueur de rugby à XIII français (° 21 janvier 1932).
- 2007 :
  - Antonio Lamer, juriste canadien, juge en chef de la Cour suprême du Canada (° 8 juillet 1933).
  - William O'Neill, homme politique américain, gouverneur du Connecticut de 1980 à 1991 (° 11 août 1930).
- 2008 : 
  - Élie Cohen, économiste français (° 8 décembre 1946).
  - Armand Guidolin, joueur et entraîneur de hockey sur glace canadien (° 9 décembre 1925).
  - Ryōhei Hirose, compositeur japonais (° 17 juillet 1930).
  - Kenneth Irving « Kenny » MacLean (en), musicien canadien d’origine écossaise du groupe Platinum Blonde (° 9 janvier 1956).
  - Goran Simic, chanteur d'opéra serbe (° 14 octobre 1953).
- 2009 :
  - Kan Ishii, compositeur japonais (° 30 mars 1921).
  - George Parsons, joueur de rugby à XV et XIII gallois (° 21 avril 1926).
- 2010 : 
  - Huang Hua, homme politique chinois (° 25 janvier 1913).
  - Sergio Valech, évêque catholique chilien (° 21 octobre 1927).
- 2011 :
  - Antonio Domingo Bussi, général d'armée argentin (° 17 janvier 1926).
  - Salvatore Montagna, gangster canadien (° 1971).
- 2014 : Viktor Tikhonov (Виктор Васильевич Тихонов), joueur et entraîneur de hockey sur glace russe (° 4 juin 1930).
- 2016 :
  - Nadine Alari (Bernadette Nicole Frédérique Boverie dite), actrice et auteure française (° 23 février 1927).
  - Georges Massard, supercentenaire et doyen des Français (° 2 novembre 1906).
  - Jean-Claude Rossignol, joueur de rugby à XV français (° 10 août 1945).
- 2017 : Mitch Margo (Mitchell Stuart Margo dit), chanteur et compositeur américain du groupe The Tokens (° 25 mai 1947).
- 2019 : 
  - Claude Béland, avocat et gestionnaire québécois (° 25 janvier 1932).
  - Jean-Paul Benzécri, statisticien français (° 28 février 1932).
  - Goo Hara (구하라), chanteuse et actrice sud-coréenne (° 3 janvier 1991).
- 2020 :
  - José Bastos, footballeur portugais (° 17 octobre 1929).
  - Christophe Dominici, rugbyman français (° 20 mai 1972).
- 2021 : 
  - Aron Atabek, écrivain, poète et dissident politique kazakh (° 31 janvier 1953).
  - Luis Hernán Díaz, coureur cycliste colombien (° 5 septembre 1945).
  - Ennio Doris, homme d'affaires italien (° 3 juillet 1940).
  - Wiesław Hartman, cavalier polonais (° 23 octobre 1950).
  - Bernard Magnin, basketteur français (° 29 janvier 1943).
  - Paul Rousseau, poète et romancier canadien (° 30 mai 1956).
  - Thérèse Saint-Julien, géographe française (° 9 décembre 1941).
  - Lucien Vieillard, résistant et un grand peintre naïf français (° 24 décembre 1923).
- 2022 : 
  - Hans Magnus Enzensberger, poète, écrivain, traducteur et journaliste allemand, connu sous le pseudonyme d'Andreas Thalmayr (° 11 novembre 1929).
  - Moisés Fuentes, boxeur mexicain (° 20 septembre 1985).
  - Pierre Londiche, acteur et dramaturge français (° 27 septembre 1932).
  - André Malherbe, pilote de motocross belge (° 21 mars 1956).
  - Issei Sagawa, canibale japonais (° 26 avril 1949).
  - Börje Salming, hockeyeur sur glace suédois (° 17 avril 1951).
- 2023 : 
  - Roberto Altmann, peintre et graveur liechtensteinois d’origine cubaine (° 10 août 1942).
  - Derek John Blundell, géologue britannique (° 1933).
  - Bruno Fagnoul, homme politique belge (° 11 juin 1936).
  - Elliot Silverstein, réalisateur et producteur américain (° 3 août 1927).
  - Heidelinde Weis, chanteuse et actrice allemande et autrichienne (° 17 septembre 1940).
- 2024 :
  - Mohammad Ruhul Amin, juriste bangladais (° 1er juin 1941).
  - Barbara Taylor Bradford, écrivaine britanniquo-américaine (° 10 mai 1933).
  - Breyten Breytenbach, poète, écrivain, dramaturge, peintre et aquarelliste sud-africain et devenu français (° 16 septembre 1939).
  - Mohamed Chaker, avocat et homme politique tunisien (° 31 décembre 1930).
  - Jos Lammertink, coureur cycliste néerlandais (° 28 mars 1958).
  - Jacques Samir Stenka, peintre ivoirien (° 3 novembre 1945).

## Célébrations

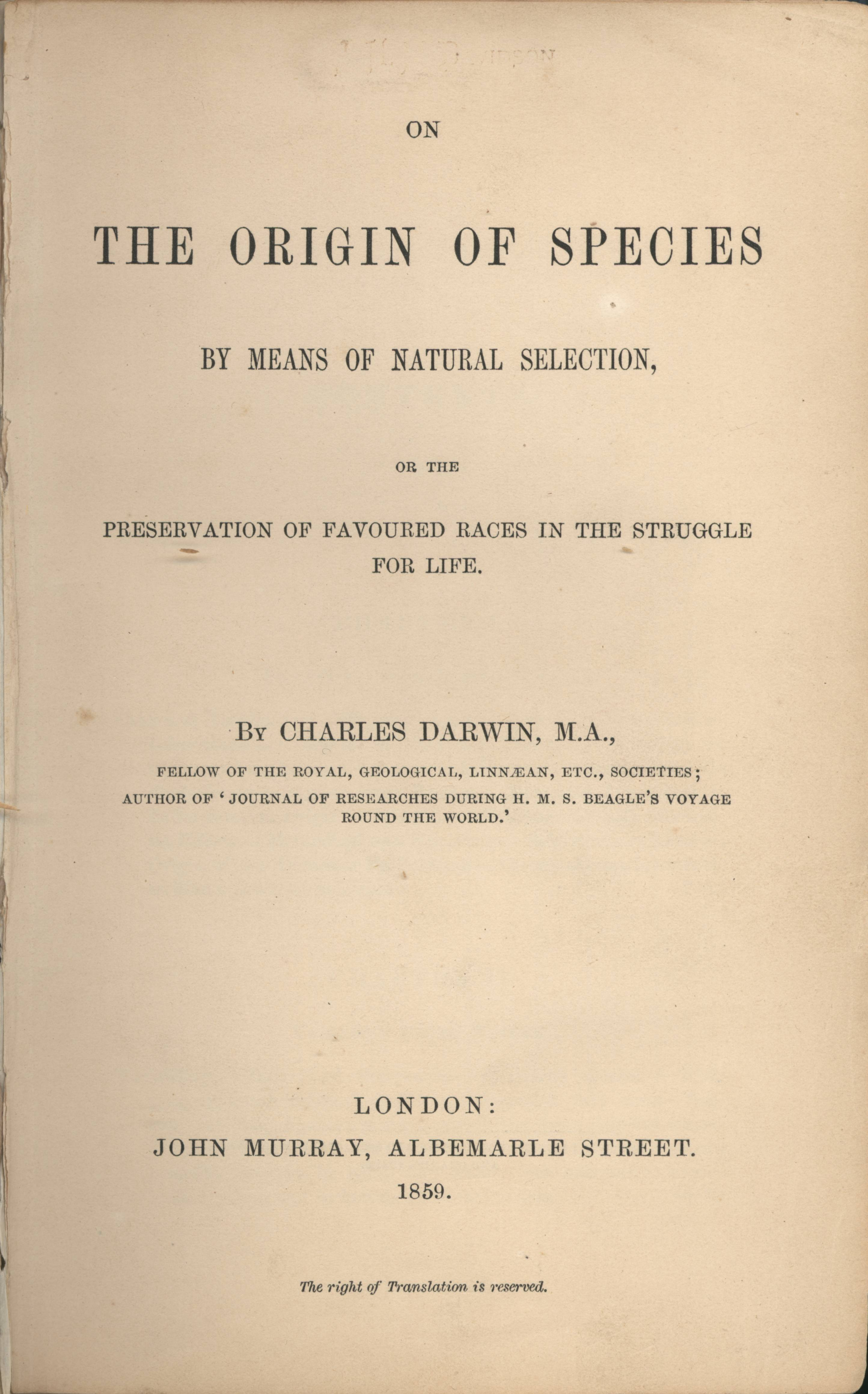
Couverture anglophone d'un exemplaire L'Origine des espèces de Charles Darwin en 1859

- Jour de l'évolution / Evolution Day (en) commémorant l'anniversaire de la publication initiale de L'Origine des espèces par Charles Darwin le 24 novembre 1859 (telle que sur la photographie ci-jointe).

- Assam (Inde) : Lachit divas / « jour de Lachit » commémorant l'héroïsme du général Lachit Borphukan (en) et sa victoire sur l'Empire moghol lors de la bataille de Saraighat (as) en 1671[15].
- Portugal : dia nacional da cultura científica / « journée nationale de la culture scientifique » en mémoire de la naissance de Rómulo de Carvalho / António Gedeão en 1906 ci-avant[16].
- Turquie : öğretmenler günü / « fête des professeurs »[17].

### Célébrations religieuses
- Fêtes religieuses romaines : premier jour des Brumalia, dédiées aux dieux Saturne / C(h)ronos, Ops et du vin Bacchus l'équivalent du Dionysos hellénophone, « fêtes d'hiver » durant environ trente jours du présent 24 jusqu'au 25 décembre où l'on fête la croissance de la lumière via le « solstice d'hiver » ; peut-être instituées par Romulus dès son VIIIe siècle av. J.-C. par rapport au n.s., jusqu'au VIe siècle dudit n.s. sous l'empereur romain Justinien au plus tôt.
- Christianisme : journée internationale de la Bible aux États-Unis.

### Saints chrétiens

#### Saints catholiques et orthodoxes
- Alexandre de Corinthe (IVe siècle), martyr à Corinthe sous l'empereur Julien[18],[19].
- Bieuzy — « Bihy », « Bihuy » ou « Bihuit » — (VIe siècle), disciple de saint Gildas de Rhuys, ermite, et peut-être martyr.
- Chrysogone d'Aquilée († 304), patricien romain, martyr à Aquilée, en Vénétie julienne, sous Dioclétien.
- Colman de Cloyne († 611), premier évêque de Cork en Irlande puis moine.
- Eanflede († 700), princesse devenue moniale.
- Edolard (Xe siècle), évêque en Maurienne.
- Firmine († 303), Martyre en Italie.
- Flore et Marie de Cordoue († vers 854), qui, durant la persécution de Maures, furent jetées en prison en même temps que saint Euloge, et périrent décapitées à Cordoue pour avoir refusé de devenir musulmanes.
- Kenan († 500), Évêque irlandais.
- Malc (Ve siècle), moine.
- Marin (VIe siècle), Ermite en Maurienne.
- Pourçain (VIe siècle), Ermite.
- Protais († v. 356), évêque.
- Romain († v. 380), Prêtre évangélisateur de la région de Blaye.
- Sarre (VIIe siècle), saint vénéré dans la région de Douai.
- Théodore d'Antioche (IVe siècle), martyr.

#### Saints ou bienheureux catholiques
- Albert de Liège (1166 - 1192 ?), prince-évêque de Liège, martyr. Fêté le 21 novembre hors de Belgique.
- André Dung Lac, prêtre, et ses compagnons martyrs, entre 1745 et 1862.
- Antoine Nam Quinh († 1840), médecin et catéchiste vietnamien, martyr.
- Balsame (it) de Cava († 1232), bienheureux, moine bénédictin.
- Conrad de Frisach († 1239), bienheureux dominicain allemand.
- Janina Woynarowska († 1979), religieuse et infirmière polonaise, réputée pour sa sainteté, déclarée vénérable par le pape François.
- Jean-Théophane Vénard († 1861), prêtre français des MEP, martyr au Tonkin.
- Laurent Pe-man († 1856), bienheureux laïc chinois mort martyr.
- Marie-Anne Sala († 1891), bienheureuse religieuse italienne.
- Nicéta Plaja Xifra († 1936), bienheureuse religieuse espagnole carmélite - Martyre de la guerre civile.
- Pierre Dumoulin-Borie († 1838), prêtre français missionnaire des Missions Etrangères de Paris, martyr au Tonkin.
- Pierre Kibe Kasui († 1639), bienheureux prêtre jésuite japonais mort martyr.

#### Saint orthodoxeaux dates éventuellement différentes dans lescalendriers julien, orientaux
- Mercure de Smolensk († 1238), Martyr à Smolensk .

### Prénoms
Bonne fête aux Flore et ses variantes féminines : Flor, Flora, Floraine, Floralie, Floraline, Florane, Floranne, Florella, Florelle, Florène, Flores, Florestine, Florette, Floriana, Floride, Florie, Florina, Florine, Florinne, Flaurine, Florise, Florisse, Florita, Flory , Floryne, Florynne et Floryse ; et formes masculines : Florain, Floréal, Florestan, Florice, Florin, Floris, Florius et Florus (comme les 5 octobre pour les Fleur ou 1er décembre les Florence).
Et aussi aux :
- Bleuzenn et ses dérivés autant bretons : Bleuenn, Bleunienn, Bleunvenn, Bleuwenn, etc.
- Aux Cianan, Kenan,
- Firmine (voire les 11 octobre ou 25 septembre).

## Traditions et superstitions

### Dicton
- « À sainte-Flora, plus rien ne fleurira. »[20]

### Astrologie
- Signe du zodiaque : 3e jour du Sagittaire.

## Toponymie
- Les noms de plusieurs voies, places, sites ou édifices de pays ou régions francophones contiennent cette date sous diverses graphies : voir Vingt-Quatre-Novembre .